# Pastor-bergamasco
Pastor-bergamasco[a][b] (em italiano:  Cane de pastore Bergamasco) é uma raça canina oriunda da Itália. Criada a partir de cruzamentos entre os cães pastores chegados da Ásia, é parente próximo ao pastor-de-briard, que, segundo afirmam, originou o famoso pastor-de-brie, cujo "nascimento" foi atribuído aos franceses. O bergamasco é descrito como um perfeito cão de guardo e pastoreio: é leal, inteligente, dócil, forte e esforçado. Fisicamente é um canino de porte médio e estrutura robusta e rústica, chegando a pesar 38 kg e medir 60 cm.